# Gevechtshelikopter

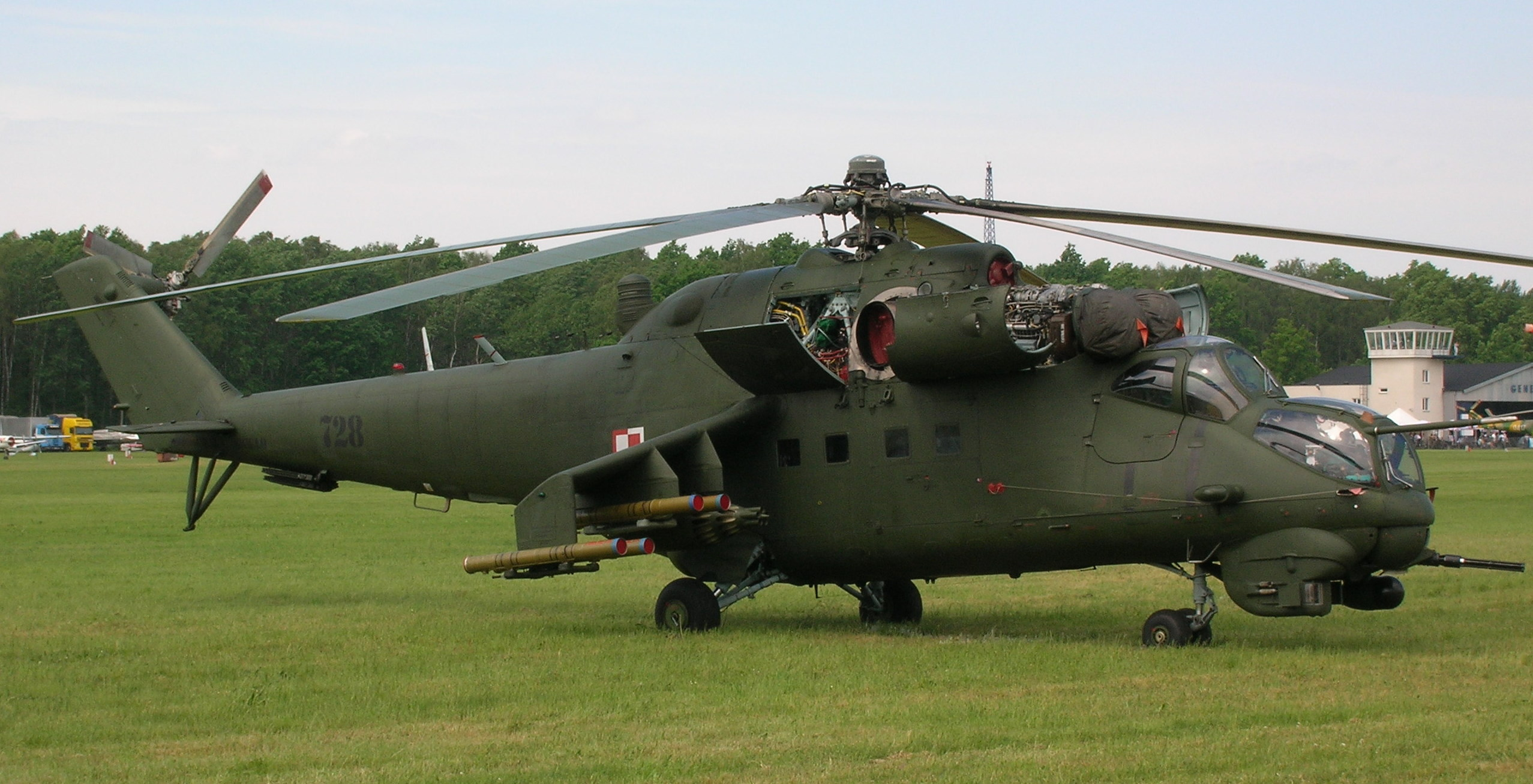
De Russische Mi-24

Een gevechtshelikopter of aanvalshelikopter is een militaire helikopter bewapend om doelwitten op de grond aan te vallen, hierbij maakt deze gebruik van automatische kanonnen en machinegeweervuur en zowel niet-geleide als geleide raketten zoals Hellfire-raketten. Veel gevechtshelikopters kunnen ook lucht-luchtraketten afschieten maar deze zijn meestal ter verdediging bedoeld. De gevechtshelikopter heeft twee taken: het bieden van directe en accurate luchtondersteuning voor grondtroepen en het vernietigen van vijandelijke tanks en pantservoertuigen achter de linie.
De Nederlandse Koninklijke Luchtmacht gebruikt Apache AH-64D-gevechtshelikopters.

## Geschiedenis
Het gebruik van de gevechtshelikopter gaat terug tot in de jaren zestig, toen de Fransen hun Piasecki H-21-helikopters met raketten bewapenden tijdens de Algerijnse Onafhankelijkheidsoorlog. 
Het eerste systematische gebruik van gevechtshelikopters vond plaats tijdens de Vietnamoorlog. Met het toenemende gebruik van helikopters voor vervoer zagen de Verenigde Staten een behoefte om helikopters te gebruiken als luchtartillerie om grondtroepen dichter bij het gevecht te ondersteunen. Het Amerikaanse leger nam een UH-1 Iroquois en plaatste machinegeweren en raketten langs de helikopter. Dit werkte goed, maar het leger wilde een speciaal voor dit doel gebouwde helikopter die meer vuurkracht kon leveren. Daarop werd de AH-1 ontwikkeld.
Tijdens dezelfde periode had de Sovjet-Unie dezelfde behoefte en bewapende Mil Mi-8's op eenzelfde wijze als de Amerikaanse UH-1's. Hieruit werd de beroemde Mi-24 Hind ontwikkeld.
Aan het einde van de jaren zeventig had het Amerikaanse leger behoefte aan geavanceerdere gevechtshelikopters die in alle weersomstandigheden konden opereren. Hieruit kwam de Hughes YAH-64 als winnaar voort. De Russen, die de Amerikaanse ontwikkelingen volgden, wilden ook een geavanceerdere helikopter. Belangrijke militairen vroegen de helikopterbouwers Kamov en  Mil om ontwerptekeningen te maken. De Ka-50 won de competitie, maar Mil besloot door te gaan met de ontwikkeling van de Mi-28 die zij indienden.
De jaren negentig kunnen gezien worden als de meesterproef voor de gevechtshelikopter van de VS. De AH-64 Apache werd vaak en met groot succes gebruikt tijdens Operatie Desert Storm. Apaches vuurden de eerste schoten van de oorlog af, waarbij zij met hun Hellfire-gronddoelraketten 16 radar- en luchtdoelraketinstallaties uitschakelden.
De Russen zijn momenteel bezig met de ontwikkeling van de Ka-50 en de Mi-28. Deze zijn niet even goed verbonden met de grondtroepen als het Amerikaanse materieel, maar ze hebben superieure antitank- en luchtdoelraketten en afweermiddelen zoals 'flares', voor het misleiden van hittezoekende geleide wapens.

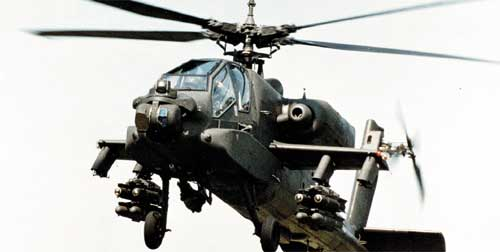
Een Apache-helikopter

## Modellen
Moderne voorbeelden zijn:
- AH-1 Cobra
- Mil Mi-24
- AH-64 Apache
- Agusta A129 Mangusta
- Eurocopter Tiger
- Mil Mi-28 Havoc
- Kamov Ka-50
- Kamov Ka-52 Alligator
- Denel Aviation AH-2 Rooivalk